# تيفاني (قماش)
التِيفانيّ هو قماش حريري رقيق وشفاف تقريباً يشبه الشاش، شاع في القرنين السادس عشر والسابع عشر.